# Drepanotrema cimex
Drepanotrema cimex är en snäckart som först beskrevs av Moïse Étienne Moricand 1839.  Drepanotrema cimex ingår i släktet Drepanotrema och familjen posthornssnäckor. IUCN kategoriserar arten globalt som livskraftig. Inga underarter finns listade i Catalogue of Life.